# Город иллюзий
«Город иллюзий» (англ. City of Illusions) — фантастический роман американской писательницы Урсулы Ле Гуин, входящий в Хайнский цикл. Достаточно тесно связан с Планетой изгнания, предыдущим романом цикла.

## Сюжет
Далёкое будущее. Земля захвачена пришельцами — Сингами, которые держат человеческую цивилизацию на низком уровне развития и не позволяют людям объединиться для борьбы с общим врагом. Одна из людских резерваций на североамериканском континенте, называемая Восточным лесом, населена мирным сельским народом. Повествование начинается с появления в Восточном лесу странного человека с жёлтыми глазами, ничего не помнящего и даже не умеющего говорить. Лесной народ приютил его, дал имя Фальк и обучил своему языку. Глава лесной общины, Зоув, догадавшись об инопланетном происхождении Фалька, надеется с его помощью добиться освобождения Земли от власти завоевателей — Сингов. Он уговаривает Фалька покинуть их гостеприимный Дом, где он успел полюбить дочь Зоува, отправиться в город Сингов — Эс Тох — и постараться узнать и исполнить своё предназначение. Отправившись в это путешествие, Фальк, выйдя из леса и достигнув равнинных территорий, попадает в плен к кочевому племени Басснаска, где знакомится с ещё одной пленницей — девушкой по имени Эстрел. Она помогает ему спланировать побег, и с началом сильного снегопада им удаётся бежать. По прошествии долгого времени они достигают Эс Тоха, где выясняется, что Эстрел служит Сингам, а её задачей было доставить Фалька к ним в руки.
Фальк узнаёт, что он, как и предполагал Зоув, не землянин, а представитель инопланетного народа, прилетевший на Землю с межпланетной миссией. Его родная планета, Верель, — это забытая земная колония, сведения о которой были утеряны, а верелиане — это гибридная раса, сложившаяся в результате смешения потомков земных колонистов с коренным населением Вереля. В доказательство Фалька знакомят с его соотечественником, юношей по имени Хар Орри, у которого такие же жёлтые глаза. Хар Орри рассказывает Фальку, что его настоящее имя Агад Ромаррен и он является навигатором их экспедиции. Орри просит его сообщить координаты их родной планеты, для того, чтобы они могли вернуться домой. Также он пытается убедить Фалька, что Синги никакие не инопланетные завоеватели, а обычные земляне. Согласно его рассказам, Земля не пала жертвой вторжения, а была ввергнута в хаос гражданской войны. Синги всячески пытаются доказать Фальку истинность этих рассказов и предлагают ему восстановить его стертую память, настаивая однако на неизбежности утраты его воспоминаний о земной жизни. Догадавшись о тайном желании Сингов разузнать координаты его родной планеты с целью её уничтожения, Фальк всё же соглашается на восстановление памяти, надеясь сохранить своё теперешнее сознание. Несмотря на все ухищрения Сингов, ему удаётся сохранить свои земные воспоминания и совместить их в своём сознании со своей прошлой личностью. Сопоставив все известные ему факты Фальк — Ромаррен убедился в том, что Синги действительно пришельцы-завоеватели, как и рассказывал ему Зоув. Благодаря своему тренированному мозгу, он противостоит попыткам проникнуть в свое сознание и сохраняет в тайне истинное название и координаты своей родной планеты. Воспользовавшись удобной ситуацией, Фальк — Ромаррен вместе с Харом Орри и захваченным в плен Сингом — Кеном Кениеком, покидает Землю на угнанном звездолёте и возвращается домой.

## Персонажи
- Фальк — главный герой, мужчина средних лет без памяти о прошлой жизни. В итоге оказывается, что до стирания памяти он был Рамарреном, навигатором верельской экспедиции на Землю;
- Эстрель — женщина, агент Сингов, которая приводит Фалька в Эс Тох для того, чтобы Синги могли убедить его в благородности своих целей;
- Хар Орри — молодой парень, единственный кроме Рамаррена выживший член экипажа верельской экспедиции. Мозг его одурманен наркотиками и находится под значительным влиянием Сингов;
- Пелле Абандибот — лорд Сингов, куратор Фалька/Рамаррена;
- Кен Кениек — сингский специалист-нейрохирург, восстанавливал личность Рамаррена;
- Герцог Канзаса — правитель небольшого поселения в Канзасе, приютил Фалька с Эстрел, дал Фальку новую книгу Старого Канона вместо утерянной.